# Remington Zig-Zag Derringer
Le Remington Zig-Zag Derringer - ou " Pepper Box ", appelé à l'origine " Elliot's Pocket Revolver ", a été fabriqué à moins de 1 000 exemplaires durant les années 1861-1862.
C'est un court pistolet à 6 coups en calibre 22 à percussion annulaire, la première arme à feu de Remington conçue pour les cartouches métalliques. Smith & Wesson a breveté la cartouche à percussion annulaire le 8 août 1854, numéro de brevet 11496. Le brevet a été réédité en 1860. L'arme était un six coups avec un groupe de canons 3-3/16 portant des rainures en zigzag à l'extrémité de la culasse qui, actionnées par une pièce en losange s'étendant à l'intérieur à partir de la gâchette de l'anneau, assurait la rotation des canons.
Le Remington Zig-Zag Derringer est un derringer à double action avec un chien dissimulé qui est intégré dans le cadre de la poignée. Le levier derrière l'anneau de détente est soulevé pour ramener l'anneau au repos sans faire feu et est poussé vers le bas pour libérer le groupe de canons afin de permettre le chargement des chambres à travers un orifice dans la culasse du châssis. Les poignées sont en caoutchouc dur (Gutta percha) l'ivoire étant le seul autre matériau original connu. La finition est bleue ou argentée ou une combinaison des deux (jamais nickelée). Le bloc de canons bleu avec carcasse argentée ou bleue étant le plus courant et les canons argentés étant plus rares. Les vis peuvent être mises en place par la gauche ou la droite, avec une vis de réglage du ressort du chien, ou sans ou juste un trou sans filetage.
Tout au long de la fabrication l'attribution du numéro de série n'a pas de continuité apparente. Le numéro de série est frappé sur la carcasse sous la poignée gauche.
Une étude approfondie a identifié environ 140 exemples connus.
Étant donné que ce modèle a un mécanisme assez délicat et a été remplacé par le Remington-Elliot Derringer "New Repeating Pistol" avant même que tous les exemplaires n'aient été assemblés, le pourcentage d'exemplaires restants de ce modèle devrait être assez faible.

## Marquages
- Elliots Patent 17 août 1858 - 29 mai 1860 (à gauche)
- Fabriqué par Remington's Ilion, NY (à droite).